# Skirfonna
Koordinaten: 72° 23′ S, 26° 35′ O
Skirfonna (von norwegisch skir ‚sauber, rein‘) ist ein 30 km langes und 7 km breites vergletschertes Gebiet im ostantarktischen Königin-Maud-Land. Es liegt südlich der Isachsenfjella im östlichen Teil der Sør Rondane.
Wissenschaftler des Norwegischen Polarinstituts benannten es 1973.